# Бамали, Нуху
Альхаджи Маллам Нуху Бамали (англ. Alhaji Mallam Nuhu Bamali; 1917, Лере, Кадуна, Колониальная Нигерия — 25 февраля 2001) — нигерийский писатель и государственный деятель, министр иностранных дел Нигерии (1965—1966).

## Биография
Был внуком Мусы ибн Мухаммада (правителя Зариа). Окончил колледж Кадуны; Работал переводчиком, писателем и фермером. Был автором нескольких книг, включая Bala Da Babiya, а также переводил Мунго Парка, Саладина и Абдель Азиза Аль Сауда.
Являлся членом партии Северный Народный Конгресс (Northern People’s Congress). Избирался членом Палаты представителей и сената.
В 1965—1966 гг. — министр иностранных дел Нигерии. Ушел в отставку после переворота во главе с Патриком Чукумой Нзеогву.
Впоследствии являлся комиссаром по вопросам труда в северной Нигерии, членом правления в нескольких бизнес-структурах, в том числе Peugeot Nigeria, C and C Nigeria, Ltd и Nigeria Dredging and Marine.